# Enzima inmovilizada

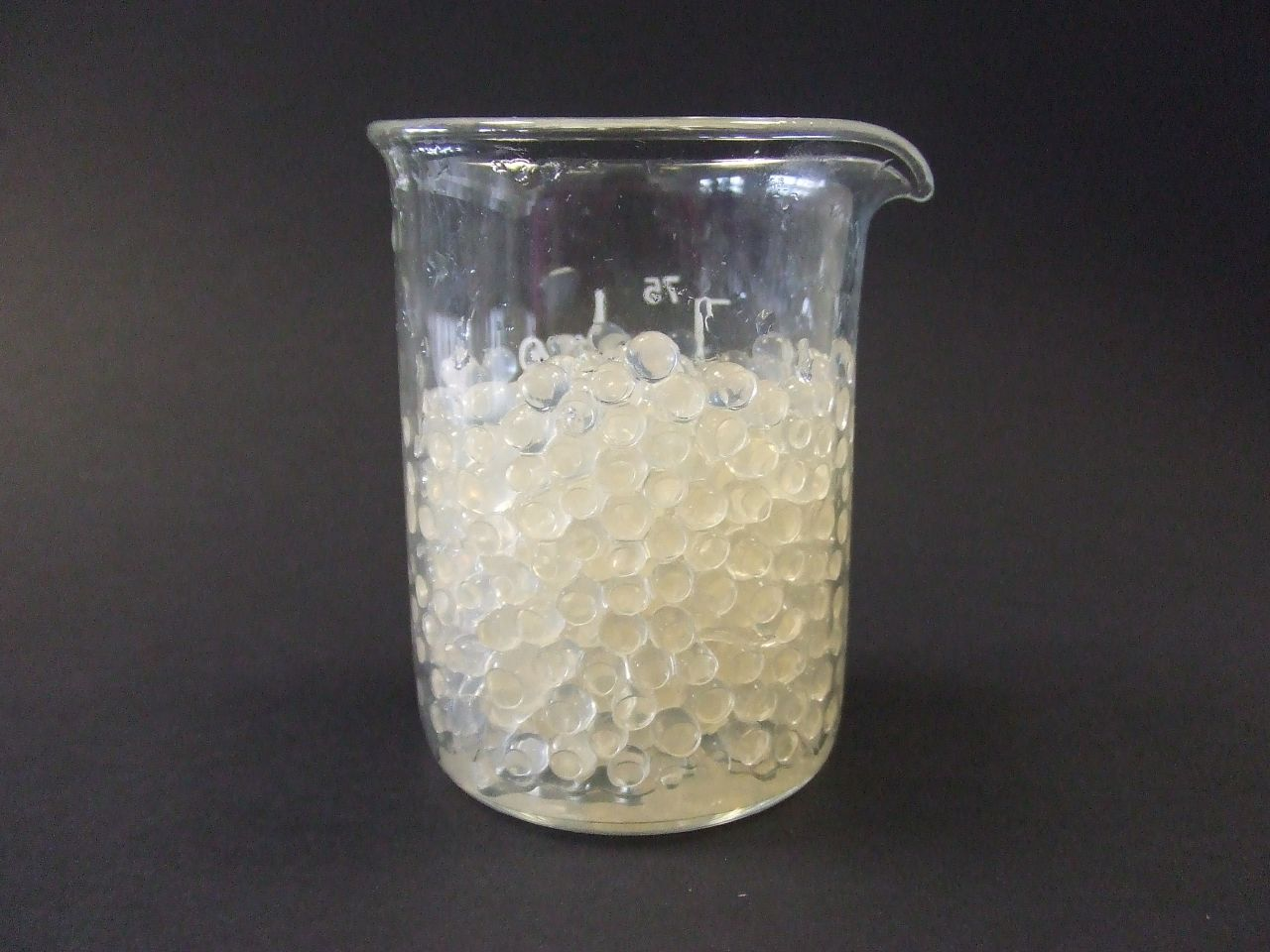
Esferas de gel de alginato con enzimas inmovilizadas en su estructura.

Una enzima inmovilizada es una enzima que ha sido fijada en un material inerte, insoluble, como el alginato de calcio (producto de la reacción entre una solución de la enzima en alginato de sodio con cloruro de calcio). Este proceso  incrementa la resistencia a cambios en las condiciones en las que se encuentra el preparado, tales como pH y temperatura; también mantiene las enzimas en un soporte durante la reacción, tras la que pueden ser fácilmente separadas de los productos y  reutilizadas. Estas características hacen al proceso mucho más eficiente, por lo que son ampliamente utilizadas en reacciones catalizadas por enzimas. Una alternativa a las enzimas inmovilizadas es la inmovilización de células (ver artículo principal Biocatalizadores inmovilizados).

## Usos comerciales
Las enzimas inmovilizadas presentan varias ventajas para usos comerciales:
- El proceso puede llevarse a cabo con minúsculos aportes de proteína, lo que facilita mucho el trabajo. Una vez finalizado el proceso, las mezclas de reacción por lo general contienen únicamente solvente y los productos de la reacción.

- La enzima inmovilizada es fácilmente retirada tras la reacción, lo que facilita el reciclaje del biocatalizador.

- Las enzimas inmovilizadas típicamente presentan más resistencia térmica y estabilidad operacional que su forma soluble.

En el pasado, los jabones en polvo biológicos y los detergentes contenían muchas proteasas y lipasas que removían exitosamente la suciedad. Sin embargo, cuando los productos de limpieza tomaban contacto con la piel, desencadenaban reacciones alérgicas. El uso de las enzimas inmovilizadas son importantes elimina la presencia de estos alérgenos.

## Inmovilización de una enzima
Existen thes maneras diferentes por las cuales puede inmovilizarse una enzima, que son, en orden inverso de efectividad:
Adsorción en vidrio, cristales de alginato o una matriz: La enzima es fijada sobre el exterior de un material inerte. En general, este método es el más lento. Como la adsorción no es una reacción química, el sitio activo de la enzima inmovilizada puede ser obstruido por la matriz o cristal, reduciendo considerablemente la actividad de la enzima.
Atrapamiento: La enzima es atrapada dentro de cristales insolubles o de microesferas, tales como los cristales de alginato de calcio. Sin embargo, estas sustancias insolubles dificultan la llegada del sustrato y la salida de productos.
Enzimas agregadas por enlaces cruzados: La enzima es unida covalentemente a la matriz por medio de una reacción química. Este método es el más efectivo de todos los mencionados. Mientras se asegure que la reacción química no produzca un sitio de unión superpuesto con el sitio activo, la actividad de la enzima es afectada únicamente por la inmovilidad. Sin embargo, la falta de flexibilidad de los enlaces covalentes impide el desarrollo de las propiedades de autorreparación exhibidas por las quimioabsorciones en monocapas autoensambladas. El uso de una molécula separadora como el polietilenglicol ayuda a reducir el impedimento estérico para el sustrato en este caso. Las enzimas también pueden ser inmovilizadas en una superficie utilizando marcadores de proteína, que pueden ser o no covalentes.